# Kham Nai
Kham Nai hay Kham Nhai, còn gọi là Youtti Thammasunthon (* 1830 Himlot - † 1858 Himlot), vương hiệu đầy đủ là Brhat Chao Yudhi Dharma Sundaragana Negara Champasakti, là vua của Vương quốc Champasak, trị vì từ năm 1856 đến khi mất năm 1858 .
Kham Nai sinh năm 1830 ở Himlot Chao Kamanaya, là con thứ ba của Brhat Chao Huy Champasak (trị vì 1827-1840). Ông được đào tạo ở Bangkok, và năm 1856 được vua Siam Mongkut bổ nhiệm làm Chao Muang Nakhon Champasak.
Kham Nai mất năm 1858 ở Himlot. Ông có hai con gái.
- Sadet Chao Heuane Kamabumi [Kham Phu].
- Sadet Chao Heuane Mala.

Kế vị là người em, con thứ tư của Brhat Chao Huy Champasak, Sadet Chao Kamasukti làm vua vương hiệu Kham Souk (trị vì 1858 - 1900).